# Lejla
Lejla – singiel bośniackiego zespołu Hari Mata Hari, nagrany w 2006 roku, a napisany i wyprodukowany przez serbskiego wokalistę Željko Joksimovicia, Fahrudina Pecikozę i Dejana Ivanovicia. Utwór reprezentował Bośnię i Hercegowinę podczas 51. Konkursu Piosenki Eurowizji w 2006 roku.

## Historia utworu

### Nagranie
Utwór został napisany przez Željko Joksimovicia, Fahrudina Pecikozę oraz Dejana Ivanovicia w 2005 roku na potrzeby zgłoszenia go na 51. Konkurs Piosenki Eurowizji, organizowany w Atenach w 2006 roku. Producentem piosenki został Jaksimović, a jego muzycznym asystentem został Alek Aleksov. Sesja nagraniowa singla odbyła się w 2005 roku w Studio Prince Gorana Kovačicia i Pavle'a Predicia, masteringiem numeru zajął się James Cruz.

#### Nagrywanie
Poszczególne instrumenty podczas sesji nagraniowej nagrali:
- akordeon, instrumenty perkusyjne – Željko Joksimović
- wokal wspierający – Darija Hodnik, Dragan Brnas-Fudo, Ivana Čabraja, Jelena Tomašević, Vladimir Pavelić-Bubi, Željko Joksimović
- gitara – Goran Kovačić
- aranżacje smyczkowe – Aleksandar Filipović
- skrzypce – Ksenija Milošević

W nagraniu wzięła udział także Ad Hoc Philharmonic Orchestra.

### Konkurs Piosenki Eurowizji
Utwór został wybrany wewnętrznie przez bośniackiego nadawcę publicznego na reprezentanta Bośni i Hercegowiny podczas 51. Konkursu Piosenki Eurowizji w 2006 roku. Zespół zaprezentował singiel podczas półfinału konkursu, który odbył się 18 maja w Atenach, i awansował do rundy finałowej z drugiego miejsca. W finale piosenka zajęła ostatecznie trzecie miejsce, zdobywając łącznie 229 punktów, w tym maksymalną notę dwunastu punktów od Szwajcarii, Macedonii, Chorwacji, Turcji, Słowenii, Serbii i Czarnogóry, Monako i Albanii.